# Jessy Miele
Jessica Miele es una artista marcial mixta americana que compite en el peso pluma. Anteriormente ha competido para Bellator MMA. Está rankeada la número 10 en Sherdog desde enero de 2020.

## Antecedentes
Nacido en Waterbury, Conneticut es la mayor de 3 hermanos.Mientras crecía Jessy jugó a varios deportes como fútbol, softball y baloncesto. Mientras estudiaba en la Universidad de Massachusetts, practicó rugby y break dance. Después de graduarse empieza a buscar algo para mantenerse activa encontrando de esta manera el jiu jitsu brasileño y posteriormente las MMA .
Fuera de los combates es la directora de contenidos multimedia de la Post University.

## Carrera de artes marciales mixtas

### Carrera temprana
Con un registro de 8–3 en la escena regional, los combates más notables de Miele son contra la ex peleadora del TUF Peggy Morgan, la ex contendiente al título de Invicta FC Charmaine Tweet y la expeleadora de la UFC EElizabeth Phillips. También ganó el campeonato de Gladiator Challenge de peso pluma, defendiendo una vez el título y el título RF Championship de peso gallo. En su dos victorias antes del contrato de Bellator, derrotó a Kylie O'Hearn en CES 54 vía TKO y decisión dividida a Phillips en CES 56.

### Bellator MMA
Miele hizo su debut en Bellator contra Talita Nogueira en Bellator 231 el 25 de octubre de 2019. Ganó el combate por decisión dividida.
Se esperaba que Miele se enfrentara a Leslie Smith en Bellator 241 el 13 de marzo de 2020. Sin embargo, el evento entero era finalmente cancelado debido al inicio de la pandemia de COVID-19.
Miele enfrentó a Julia Budd el 21 de agosto de 2020 , en Bellator 234. Perdió el combate vía decisión unánime.
Miele se enfrentó a Janay Harding en Bellator 251 el 5 de noviembre de 2020. Perdió por decisión unánime.

### BTC Promociones de lucha
Miele se enfrentó a Sarah Kaufman el 21 de noviembre de 2021, en BTC 13: Power. Perdió por TKO en la primera ronda.

## Campeonatos y logros

### Artes Marciales mixtas
- Gladiator Challenge
  - GC Campeonato peso pluma
    - Uno defensa de título exitoso
- Reality Fighting
  - RF Bantamweight Campeonato

## Registro de artes marcial mixto
| Resultado | Récord | Oponente           | Método                      | Evento                                           | Fecha              | Ronda | Tiempo | Localización            | Notas             |
| --------- | ------ | ------------------ | --------------------------- | ------------------------------------------------ | ------------------ | ----- | ------ | ----------------------- | ----------------- |
| Derrota   | 9-6    | Sarah Kaufman      | TKO (puñetazos)             | BTC 13 - Power                                   |                    |       |        |                         |                   |
| Derrota   | 9-5    | Janay Harding      | Decisión (unánime)          | Bellator 251 - Manhoef vs. Anderson              |                    | 3     | 5:00   |                         |                   |
| Derrota   | 9-4    | Julia Budd         | Decisión (unánime)          | Bellator 244 - Bader vs. Nemkov                  |                    | 3     | 5:00   |                         |                   |
| Victoria  | 9-3    | Talita Nogueira    | Decisión (dividida)         | Bellator 231 - Mir vs. Nelson 2                  |                    | 3     | 5:00   |                         | Debut en Bellator |
| Victoria  | 8-3    | Elizabeth Phillips | Decisión (dividida)         | CES 56                                           |                    |       |        |                         |                   |
| Victoria  | 7-3    | Kylie O'Hearn      | TKO (puñetazos)             | CES MMA 54 - Andrews vs. Logan                   |                    |       |        |                         |                   |
| Victoria  | 6-3    | Calie Cutler       | Sumisión (rear naked choke) | Reality Fighting - Mohegan Sun                   |                    |       |        |                         |                   |
| Derrota   | 5-3    | Charmaine Tweet    | Decisión (unánime)          | Prestige FC 2 - Queen City Coronation            |                    | 5     | 5:00   |                         |                   |
| Victoria  | 5-2    | Jamie Driver       | Sumisión (rear naked choke) | Reality Fighting - Mohegan Sun                   |                    |       |        |                         |                   |
| Derrota   | 4-2    | Peggy Morgan       | Decisión (unánime)          | Classic Entertainment and Sports - CES MMA 30    |                    | 3     | 5:00   |                         |                   |
| Victoria  | 4-1    | Janice Meyer       | TKO (puñetazos)             | Reality Fighting - Mohegan Sun                   |                    |       |        |                         |                   |
| Victoria  | 3-1    | Lissette Neri      | TKO (puñetazos)             | Gladiator Challenge - Holiday Beatings           |                    |       |        |                         |                   |
| Victoria  | 2-1    | Lissette Neri      | Decisión (dividida)         | Gladiator Challenge: Aftershock                  |                    |       |        |                         |                   |
| Victoria  | 1-1    | Cassie Crisano     | Sumisión (palanca de brazo) | Premier FC 17 - Premier Fighting Championship 17 |                    |       |        |                         |                   |
| Derrota   | 0-1    | Andria Wawro       | Sumisión (rear naked choke) | Reality Fighting: Mohegan Fight Night 10         | 6 de junio de 2014 | 1     | 0:19   | Uncasville, Connecticut | Debut en MMA      |